# Age Ain't Nothing but a Number
Age Ain't Nothing but a Number è il primo album in studio della cantante statunitense Aaliyah, pubblicato il 24 maggio 1994 dalle etichette Blackground Records e Jive Records.
L'album si è rivelato un successo immediato per l'artista, conquistando in poco tempo il disco di platino e scalando le classifiche di Billboard, dove ha raggiunto la Top5 della classifica R&B/Hip-Hop e la Top20 della Billboard 200.

## Accoglienza

### Critica
L'album è stato accolto positivamente dalla critica, la quale ha notato la bontà dell'interpretazione e della voce della cantante, nonostante la sua giovanissima età. Entertainment Weekly ha descritto la voce di Aaliyah come "le En Vogue impacchettate in un corpo adolescente e sostenute dallo "Svengali" dell'hip-hop R. Kelly". Il critico della rivista statunitense ha particolarmente elogiato la voce della cantante, definendo i suoi vocalizzi vellutati "più agili di quelli dell'autoproclamata regina dell'hip-hop soul Mary J. Blige".
Stephen Thomas Erlewine di AllMusic ha riconosciuto il valore della voce di Aaliyah, ma ha attribuito alla produzione di R. Kelly la responsabilità della riuscita dell'album, affermando che "Kelly avvolge la voce di Aaliyah in strati sintetizzatori lussuosi e groove intensi, mentre aggiunge canzoni che sono spesso migliori di quelle presenti sul suo stesso album, 12 Play".
Sal Cinquemani di Slant ha dato tre stelle su cinque al disco, dichiarando che "l'album fonde abilmente il new jack swing di Kelly con la voce sensuale di Aaliyah, aiutando a definire la sonorità rilassata del R&B di metà anni novanta".
Christopher John Farley del Time ha definito l'album "un lavoro meravigliosamente sobrio" in cui "la voce femminile, ansimante [di Aaliyah] cavalcava con calma i ritmi ruvidi di R. Kelly".

## Successo commerciale
Age Ain't Nothing But a Number è entrato nella Billboard 200 alla posizione numero 24, vendendo 74 000 copie nella prima settimana di pubblicazione. Durante la settimana del 13 agosto 1994 l'album è entrato nella top20, per poi arrivare alla posizione numero 18 alcune settimane più tardi. Nella Billboard R&B/HIp-Hop Albums il disco ha raggiunto la posizione numero 3. L'album ha ricevuto la certificazione di disco d'oro dalla RIAA il 25 luglio 1994, e quella di disco di platino il 1º settembre dello stesso anno, a meno di quattro mesi dalla pubblicazione. Negli anni seguenti l'album ha continuato a vendere in maniera costante, finché il 24 ottobre del 2001, dopo la morte della cantante, ha ricevuto il doppio disco di platino.
In Canada l'album ha debuttato in classifica alla posizione numero 29, per poi arrivare fino alla posizione numero 20, dove è rimasto per due settimane non consecutive. L'album ha speso un totale di venticinque settimane in classifica ed è stato certificato disco d'oro dalla CRIA il 12 dicembre 1994.
Anche nel Regno Unito l'album è entrato nella top40, ed ha ricevuto la certificazione di disco d'argento dalla BPI.
In Giappone l'album ha venduto oltre 120 000 copie, ottenendo in questo modo il disco d'oro.

## Riconoscimenti
L'album ha ottenuto una nomination ai Soul Train Music Award del 1995 come Miglior Album R&B/Soul di un'artista femminile; nello stesso anno Aaliyah fu nominata come Miglior artista esordiente. Il successo di Age Ain't Nothing but a Number permise all'artista di ricevere una nomination anche agli American Music Award come Miglior artista esordiente.

## Tracce
Testi e musiche di Robert Sylvester Kelly, eccetto dove indicato.
1. Intro – 1:30
2. Throw Your Hands Up – 3:34
3. Back & Forth – 3:51
4. Age Ain't Nothing but a Number – 4:14
5. Down with the Clique – 3:24
6. At Your Best (You Are Love) – 4:52 (Ernie Isley, Marvin Isley, O'Kelly Isley Jr., Ronald Isley, Rudolph Isley, Chris Jasper)
7. No One Knows How to Love Me Quite like You Do – 4:07
8. I'm So Into You – 3:26
9. Street Thing – 4:58
10. Young Nation – 4:41
11. Old School – 3:17
12. I'm Down – 3:16
13. Back & Forth (Mr. Lee & R. Kelly Remix) – 3:44

Tracce bonus dell'edizione fisica europea e giapponese
1. The Thing I Like – 3:24

Tracce bonus della riedizione giapponese del 1997
1. Back & Forth (Ms. Mello Remix) – 3:10

Tracce bonus della riedizione giapponese del 2006
1. The Thing I Like – 3:24
2. At Your Best (You Are Love) (Gangster Child Remix) – 4:30
3. At Your Best (You Are Love) (Stepper's Ball Remix) – 3:10

## Classifiche

### Classifiche settimanali
| Classifica (1994)         | Posizione massima |
| ------------------------- | ----------------- |
| Canada                    | 20                |
| Paesi Bassi               | 44                |
| Regno Unito               | 23                |
| Stati Uniti               | 18                |
| Stati Uniti (R&B/Hip-Hop) | 3                 |